# Baeus tropaeumusdensus
Baeus tropaeumusdensus är en stekelart som beskrevs av Stevens 2007. Baeus tropaeumusdensus ingår i släktet Baeus och familjen Scelionidae. Inga underarter finns listade.